# ウィローパターン

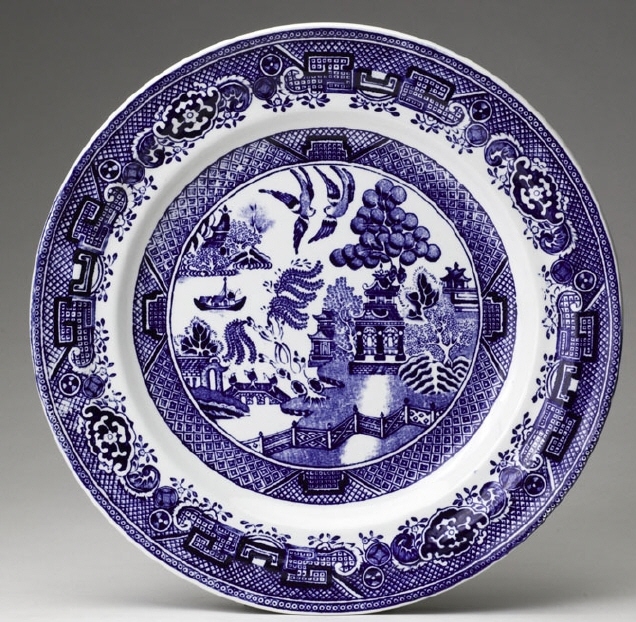
ウィローパターンの皿

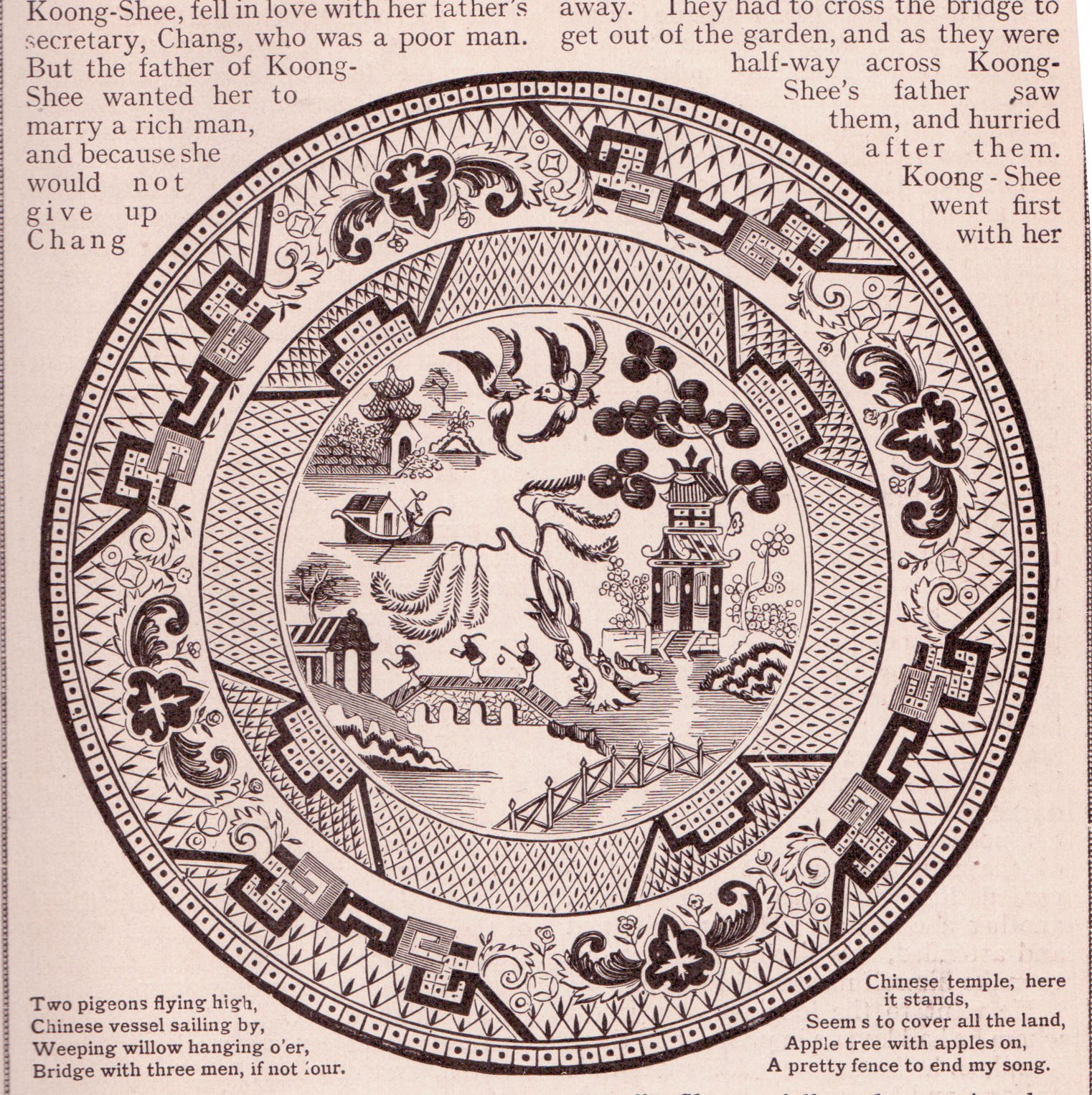
ウィローパターンの皿

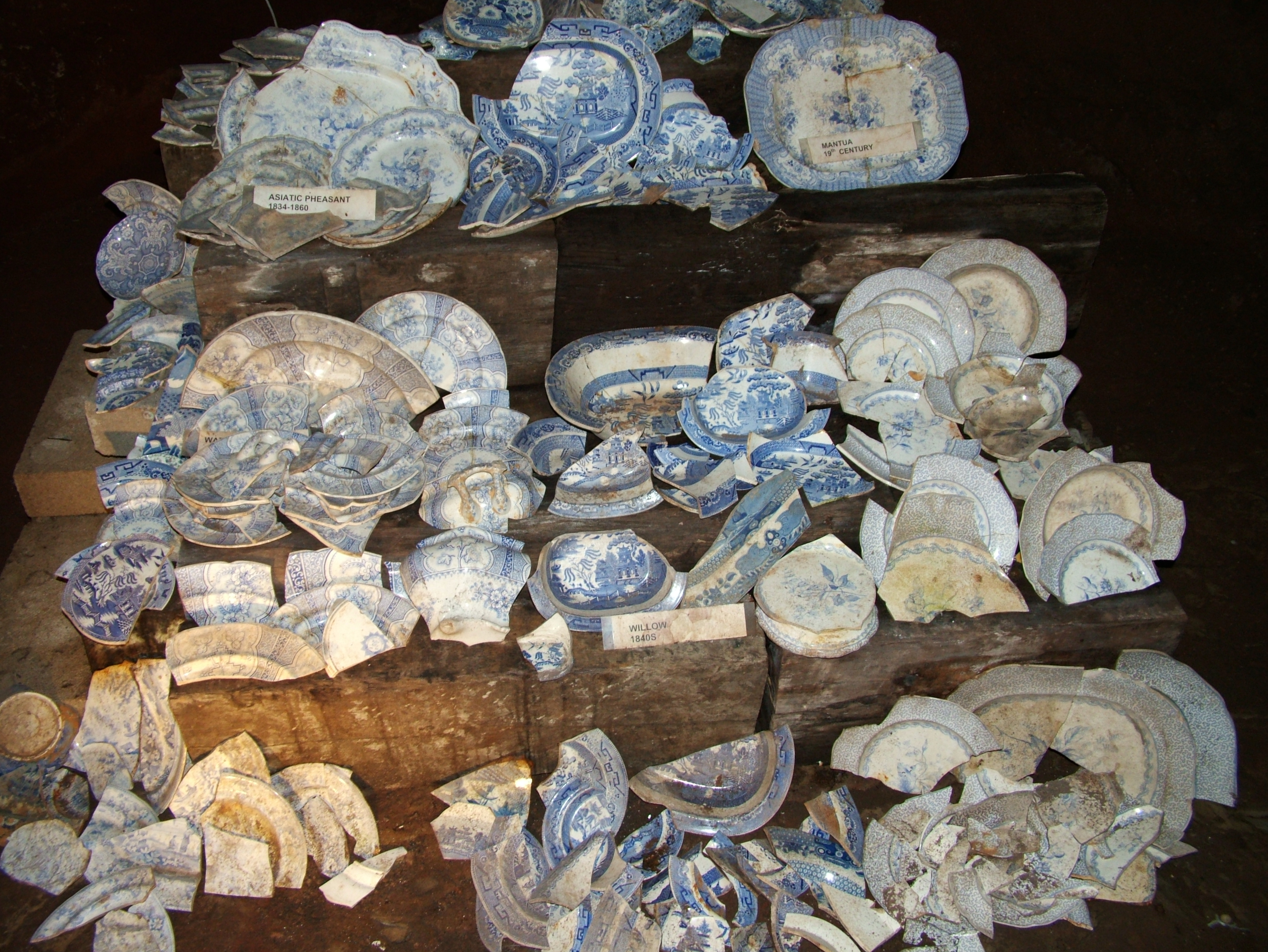
Williamson Tunnelsにて発見された1830年代のウィローパターンの皿

ウィローパターン(Willow pattern)は皿の模様。

## 参照
- ノリタケのウィロー・アイテム
- 柳模様に描かれた純愛物語 - ［紅茶］All About
- オールドノリタケとウィローパターン(1) ブルーウィローの伝説
- ウィロー・パターンとは？